# Тюрнхаут
Тю́рнхаут (нидерл. Turnhout [ˈtʏrn(ɦ)ʌu̯t]) — город и коммуна в Бельгии, на севере провинции Антверпен, неподалёку от границы с Нидерландами. Население коммуны — 44138 человек (1.1.2018).

## История
Тюрнхаут возник примерно в XII веке рядом с замком брабантских герцогов. Между 1209 и 1213 годами брабантский герцог Хендрик I дал поселению городские права.

## Транспорт
В Тюрнхауте есть железнодорожная станция, являющаяся конечной станцией линии Херенталс — Тюрнхаут.

## Достопримечательности
Важнейшие достопримечательности города — Замок герцогов Брабантских, двор бегинок и церкви Св. Петра и Св. Сердца. Кроме них в городе есть несколько других церквей и гражданских зданий, имеющих статус памятника истории.
Памятниками промышленной архитектуры являются здание железнодорожного вокзала и водонапорная башня.

### Замок

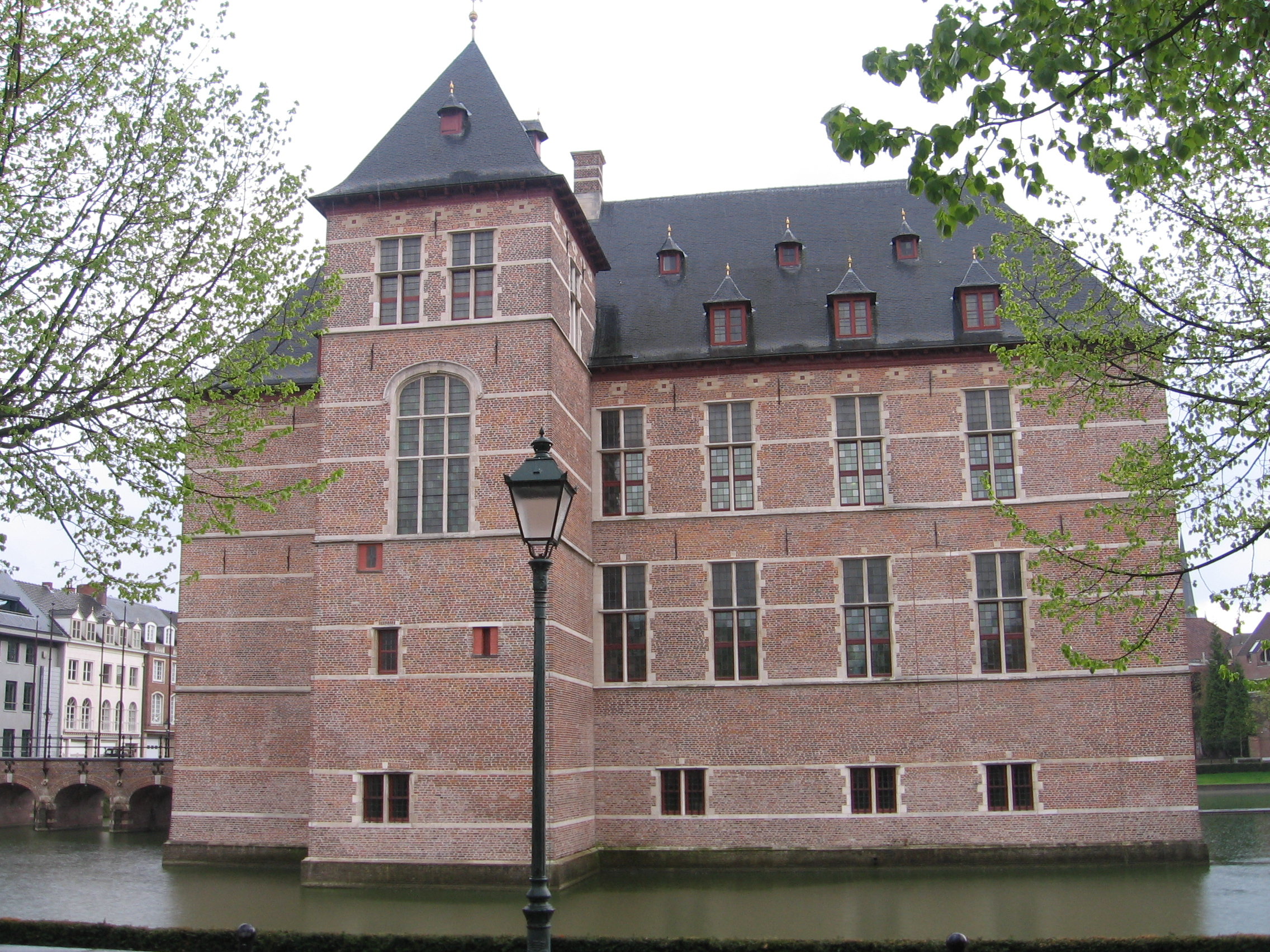
Замок герцогов Брабантских

Замок герцогов Брабантских (нидерл. Kasteel van de hertogen van Brabant), которому город обязан своим возникновением, сохранился до сих пор. Замок был основан в 1110 году, но на протяжении веков он неоднократно перестраивался, и утратил первоначальный облик. Нынешний облик замка относится примерно к XVI веку. К началу XX века замок пришёл в упадок. В 1908 году замок был выкуплен городскими властями и отреставрирован. С тех пор и до настоящего времени в замке расположен суд.

### Бегинаж

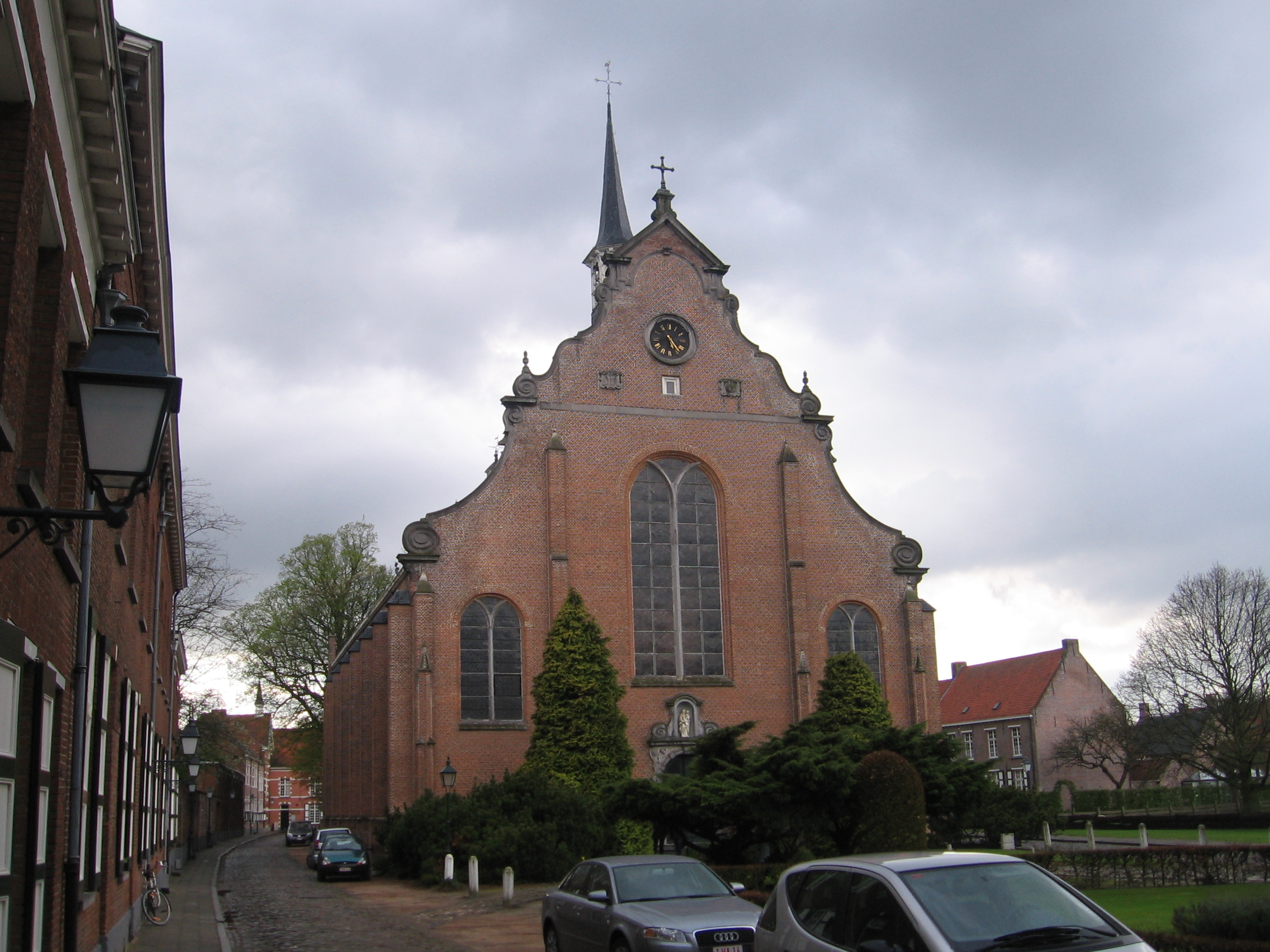
Церковь бегинажа

Расположенный в Тюрнхауте бегинаж внесён в список Всемирного наследия ЮНЕСКО. Двор бегинок был основан в XIII веке. Дошедшая до наших дней застройка двора относится к XVI—XVII векам. Церковь двора бегинок была построена в 1665 году в стиле барокко.
Бегинаж имеет собственный музей. Музей располагает экспозициями, посвящёнными религиозной жизни бегинок и их повседневному быту.

### Церкви
- Церковь Св. Петра нидерл. Sint-Pieterskerk — самая старая церковь города. Расположена на центральной площади Большой Рынок. Первая деревянная церковь на этом месте была построена ещё в VIII веке. Самые старые части нынешней церкви, хоры и башня, относятся к концу XV века. В XVIII веке к церкви были пристроены барочные боковые нефы. Церковь имеет карильон из 53 колоколов.
- Церковь Св. Сердца нидерл. kerk van het Heilig Hart. Неоготическая церковь, построенная в начале XX века

## Музеи
- Музей двора бегинок (см. выше)
- Музей «Таксандрия» (музей краеведческой тематики)
- Орнитологический музей
- Музей игральных карт

## Города-побратимы
- Гёдёллё, Венгрия
- Хаммельбург, Германия
- Ханьчжун, Китай